# メヒカノス

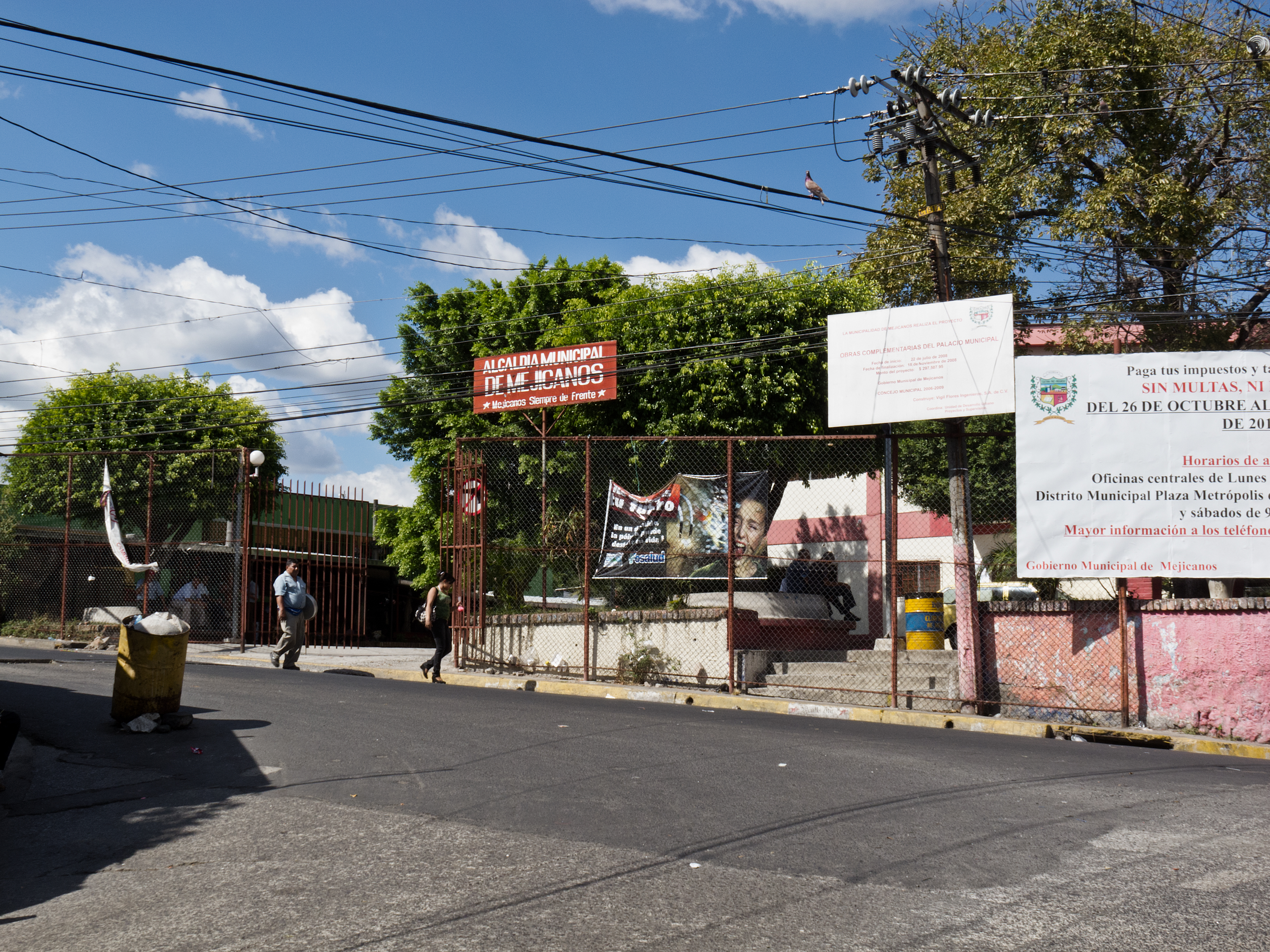
メヒカノス市役所

メヒカノス(スペイン語：Mejicanos)は、エルサルバドル中西部のサン・サルバドル県の都市。
2016年の人口は14万5800人で、国内6位。
キャッサバのFrita con Meriendaが名物。
メキシコ式大衆修正市場が有る。

## 人口
- 1992年9月27日：13万1972人
- 2007年5月12日：14万751人
- 2016年6月30日：14万5800人

## 歴史
1524年、スペインが現在のエル・サルバドルの西半分を治めていたクスカトラン国を征服し、ヌエバ・エスパーニャ副王領に併合した。
その後メキシコのアナフアク谷の先住民が入植し、首都サン・サルバドル北方にメヒカノス村を建設した。
1821年、ヌエバ・エスパーニャ副王領が滅亡し、エル・サルバドルはメキシコ第一帝政に併合された。
1823年2月7日、メキシコ帝国軍とエル・サルバドル共和国軍が戦った。
同年、メキシコ第一帝政が滅亡した。
後に、メヒカノス市は農家が通りで商品を売る珍しい仕組みで注目されるようになった。